# CFEngine
Cfengine (ou GNU/cfengine) est un logiciel libre de gestion de configuration (ou gestion de parc informatique), écrit en langage C.
Il permet de déployer des configurations à travers un parc informatique, de synchroniser des fichiers sur des serveurs hétérogènes (différents Unix, Linux et Windows) et d'envoyer des commandes sur ces derniers.
Le projet a été initié en 1993 par Mark Burgess de l'University College d'Oslo (Norvège).